# Megaerops kusnotoi
Megaerops kusnotoi је врста слепог миша из породице великих љиљака (Pteropodidae).

## Распрострањење
Индонезија је једино познато природно станиште врсте.

## Станиште
Врста Megaerops kusnotoi има станиште на копну.

## Угроженост
Ова врста се сматра рањивом у погледу угрожености врсте од изумирања.

### Популациони тренд
Популација ове врсте се смањује, судећи по расположивим подацима.